# Garibius monticolens
Garibius monticolens är en mångfotingart som beskrevs av Chamberlin 1913. Garibius monticolens ingår i släktet Garibius och familjen stenkrypare. Inga underarter finns listade i Catalogue of Life.